# 巴尔德塞克兰峰
巴尔德塞克兰峰（法語：Barre des Écrins，法語發音：[baʁ dez‿ekʁɛ̃]；4,102米）是法国阿尔卑斯山海拔4102米的山峰。它是埃克蘭山和多菲内山的最高峰和高于4,000米的欧洲最南面的阿尔卑斯高峰。它是勃朗峰山脉外法国唯一高于4,000米的高峰。在1860年吞并萨伏依之前，它是法国最高的山峰。

## 地理

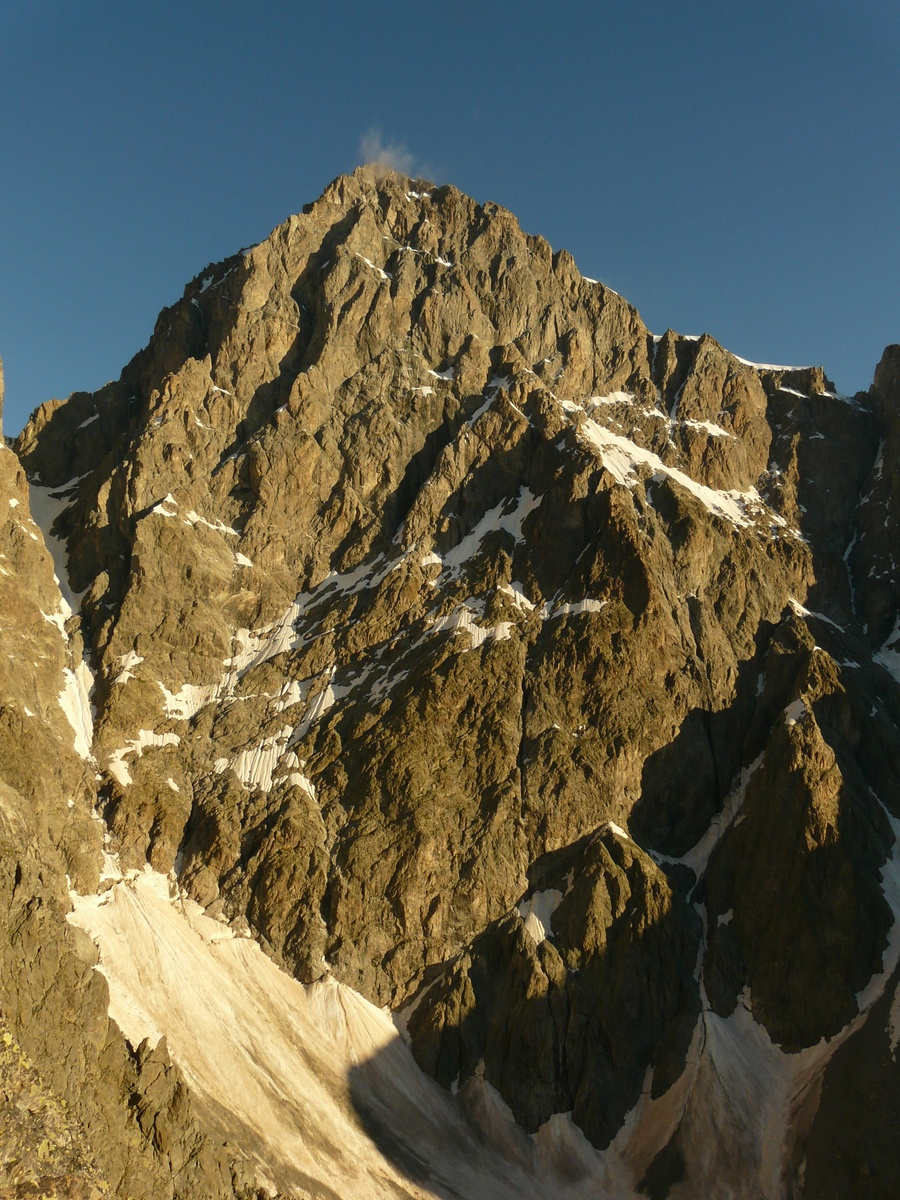
巴尔德塞克兰峰南面

### 位置
巴尔德塞克兰峰是普罗旺斯-阿尔卑斯-蓝色海岸大区和奥克西塔尼亚及南阿尔卑斯的最高峰。它位于佩尔武，靠近迪朗克和Vénéon间的分水岭。分水岭穿过山顶以西250米，沿着山脊通往Dôme des Écrins亚峰（4088米）的顶峰。山的南面是岩石，而北面是冰，因为它是布朗冰川的起点。
这座山被四个冰川包围：西北部是Bonne Pierre冰川，东北部的布朗冰川，西南部的Glacier du Vallon de la Pilatte冰川，最后是东南部的努瓦尔冰川冰川。它在西边与Snow Dome of Écrins（4015米）被Lory Gap（3974米）分开；东北边与Barre Noir（3751米）被Écrins Gap（3661米）分开；南边被Fifre（3699米）通过南边的Col des Avalanches（3499米）分开。

### 地质
这座山由混合岩和片麻岩组成，这是一种由石英-长石组成的酸性岩石。上部斜坡上的角闪石面对混合岩和片麻岩顶部，一起形成了山顶。这些地层与形成佩尔武山顶的大型花岗岩深成岩重叠。

## 历史
巴尔德塞克兰峰是地理学家在19世纪时发现的，当时它们是法国的最高点（当时萨伏依是萨丁尼亚王国的一部分）。山脉实际上位于Oisans和Briançonnais的边界，最高点完全在Briançonnais。他们有时被当地人称为“Arsines点”。

## 登顶

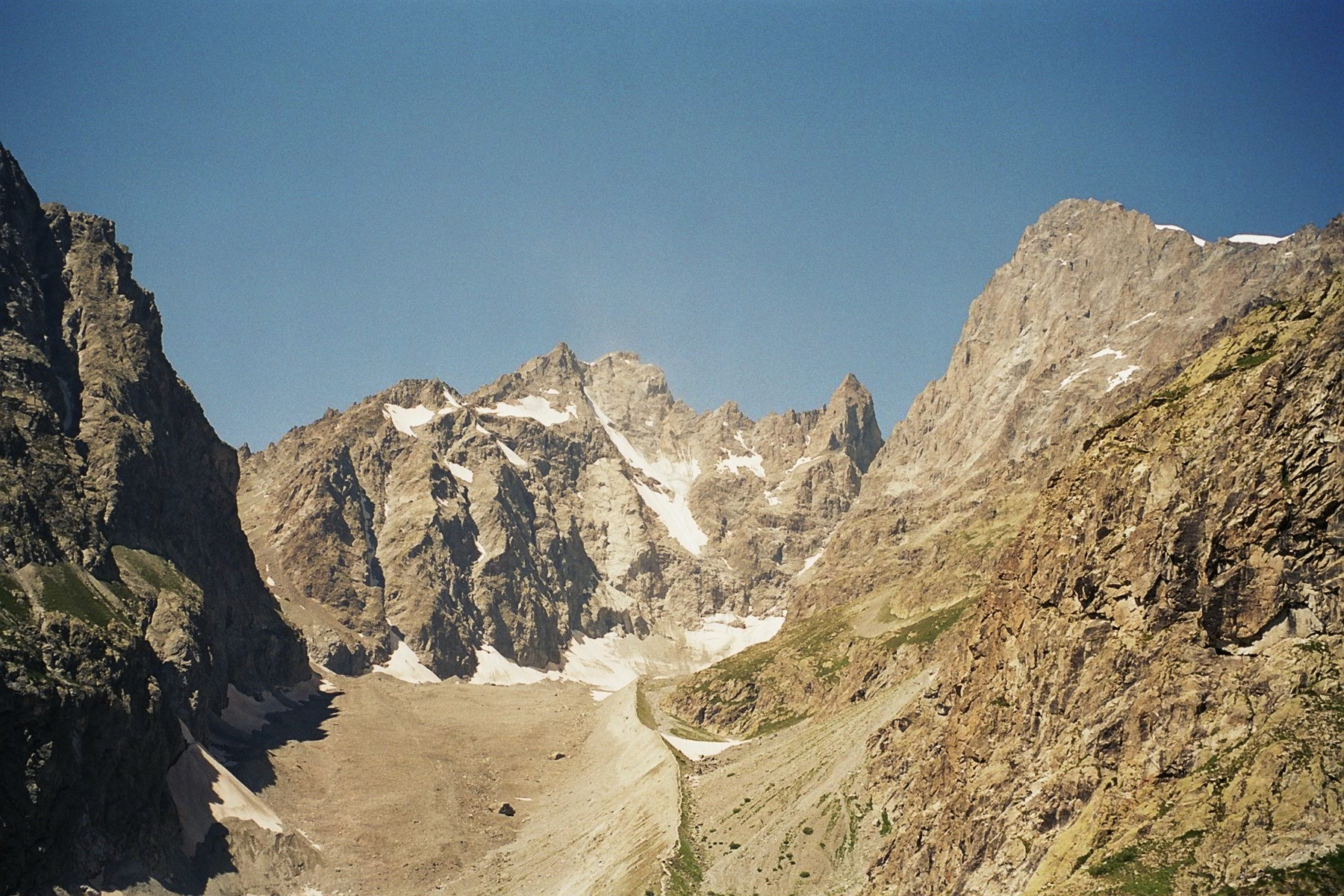
巴尔德塞克兰峰南面，其下是Coolidge峰和Le Fifre

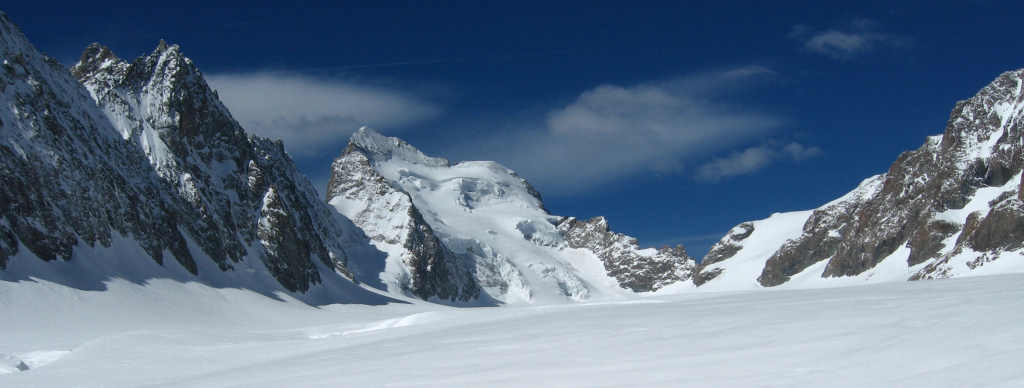
巴尔德塞克兰峰和布朗冰川